# Calafat, Spania
Calafat este un cartier al municipiului Ametlla de Mar, regiunea Baix Ebre, provincia Tarragona, Comunitatea Catalonia, Spania. Actualmente este o aglomerație urbană (în spaniolă: urbanización) ce tinde să devină o localitate de sine stătătoare cu statut de stațiune turistică, cum sunt cu sutele de-a lungul coastei mediteraneene a Spaniei. 

## Istoric și etimologie
În trecut, în acest loc a existat un atelier de construit bărci de pescuit, numele lui venind, ca și pentru localitatea Calafat din România, de la activitatea de călăfătuire (astuparea spațiilor dintre scânduri) a navelor.